# カリプソ・ウォー
カリプソ・ウォー(calypso war)、またはエクステンポ・ウォー(extempo war)とは、カリプソニアン達がステージ上で、即興の唄や語りをリズムに乗せていくエクステンポ(extempo)の技術を用いて、お互いを言葉で攻撃するショー形式のこと。トリニダード・トバゴの音楽、カリプソの特徴のひとつ。
カリプソニアンのエクステンポの能力は、年に一度のトリニダード・カーニバルで行われる公式なエクステンポの競技会、「ナショナル・エクステンポ・モナーク」のタイトルで腕が示さる。この競技会で勝ち抜くために、カリプソニアン達はカリプソ・ウォーで競争相手をお互いに攻撃して、エクステンポの技術を上げるために練習する。そのため、カリプソ・ウォーは、競技会で勝つために不可欠なものではないが、観客はこのショーを娯楽として楽しむ。